# Faradio
El faradio (en el original, farad; símbolo: F) es la unidad de capacidad eléctrica del Sistema Internacional de Unidades (SI). Recibe el nombre en honor a Michael Faraday.
Un faradio es la capacidad de un condensador entre cuyas placas existe una diferencia de potencial eléctrico de 1 voltio (1 V) cuando está cargado de una cantidad de electricidad igual a un culombio (1 C).
En electrotecnia mide más específicamente la capacidad de un condensador o un sistema de conductores, es decir, la carga que puede almacenar cuando se le aplica una tensión.
| {\displaystyle {\mbox{F}}=\,\mathrm {\frac {A\cdot s}{V}} ={\dfrac {\mbox{C}}{\mbox{V}}}={\dfrac {{\mbox{C}}^{2}}{\mbox{J}}}={\dfrac {{\mbox{C}}^{2}}{{\mbox{N}}\cdot {\mbox{m}}}}={\dfrac {{\mbox{s}}^{2}\cdot {\mbox{C}}^{2}}{{\mbox{m}}^{2}\cdot {\mbox{kg}}}}={\dfrac {{\mbox{s}}^{4}\cdot {\mbox{A}}^{2}}{{\mbox{m}}^{2}\cdot {\mbox{kg}}}}={\dfrac {\mbox{s}}{\Omega }}} |

En donde:
- F = Faradio
- A = Amperio
- V = Voltio
- C = Culombio
- J = Julio
- m = metro
- N = Newton
- s = Segundo
- W = Vatio
- kg = Kilogramo
- Ω = Ohmio
- H = Henrio

No debe confundirse con el faraday (unidad), que es una unidad de carga eléctrica equivalente a la constante de Faraday, y que se define como la cantidad de carga eléctrica en un mol de electrones y que es utilizada en los sistemas electroquímicos para calcular la masa de los elementos que se formarán en un electrodo. 

## Definición
Un faradio se define como la capacitancia de un dispositivo, en el que una carga eléctrica de un culombio genera una diferencia de potencial de un voltio. Igualmente, un faradio puede describirse como la capacidad de un dispositivo que almacena una carga de un culombio cuando se le aplica una diferencia de potencial de un voltio.
La relación entre capacitancia, carga y diferencia de potencial es lineal. Por ejemplo, si la diferencia de potencial a través de un  condensador se reduce a la mitad, la cantidad de carga almacenada por ese condensador también se reducirá a la mitad.
Para la mayoría de las aplicaciones, el faradio es una unidad de capacidad poco práctica. La mayoría de las aplicaciones eléctricas y electrónicas están cubiertas por los siguientes prefijos del SI:
- 1 mF (milifaradio, una milésima (10-3) de un faradio) = 0.001 F = 1000 μF = 1000000 nF
- 1 μF (microfaradio, una millonésima (10-6) de un faradio) = 0.000 001 F = 1000 nF = 1000000 pF
- 1 nF (nanofaradio, una milmillonésima (10-9) de un faradio) = 0.000 000 001 F = 0.001 μF = 1000 pF
- 1 pF (picofaradio, una billonésima (10-12) de un faradio) = 0.000 000 000 001 F = 0.001 nF

### Igualdades
Un faradio es una unidad derivada basada en cuatro de las siete unidades base del Sistema Internacional de Unidades: kilogramo (kg), metro (m), segundo (s), y amperio (A).
Expresado en combinaciones de unidades del SI, el faradio es:
{\displaystyle {\text{F}}={\dfrac {{\text{s}}^{4}{\cdot }{\text{A}}^{2}}{{\text{m}}^{2}{\cdot }{\text{kg}}}}={\dfrac {{\text{s}}^{2}{\cdot }{\text{C}}^{2}}{{\text{m}}^{2}{\cdot }{\text{kg}}}}={\dfrac {\text{C}}{\text{V}}}={\dfrac {{\text{A}}{\cdot }{\text{s}}}{\text{V}}}={\dfrac {{\text{W}}{\cdot }{\text{s}}}{{\text{V}}^{2}}}={\dfrac {\text{J}}{{\text{V}}^{2}}}={\dfrac {{\text{N}}{\cdot }{\text{m}}}{{\text{V}}^{2}}}={\dfrac {{\text{C}}^{2}}{\text{J}}}={\dfrac {{\text{C}}^{2}}{{\text{N}}{\cdot }{\text{m}}}}={\dfrac {\text{s}}{\Omega }}={\dfrac {1}{\Omega {\cdot }{\text{Hz}}}}={\dfrac {\text{S}}{\text{Hz}}}={\dfrac {{\text{s}}^{2}}{\text{H}}},}
donde F = faradio, A = amperio, C = coulombio, V = voltio, W = vatio, J = julio, N = newton, Ω = Ohmio, Hz = Hercio, S = siemens, H = henry, m = metro, s = segundo.
En unidades básicas del SI, el faradio se expresa de la siguiente manera:
Ф = А2·s4·kg−1·m−2.

## Historia

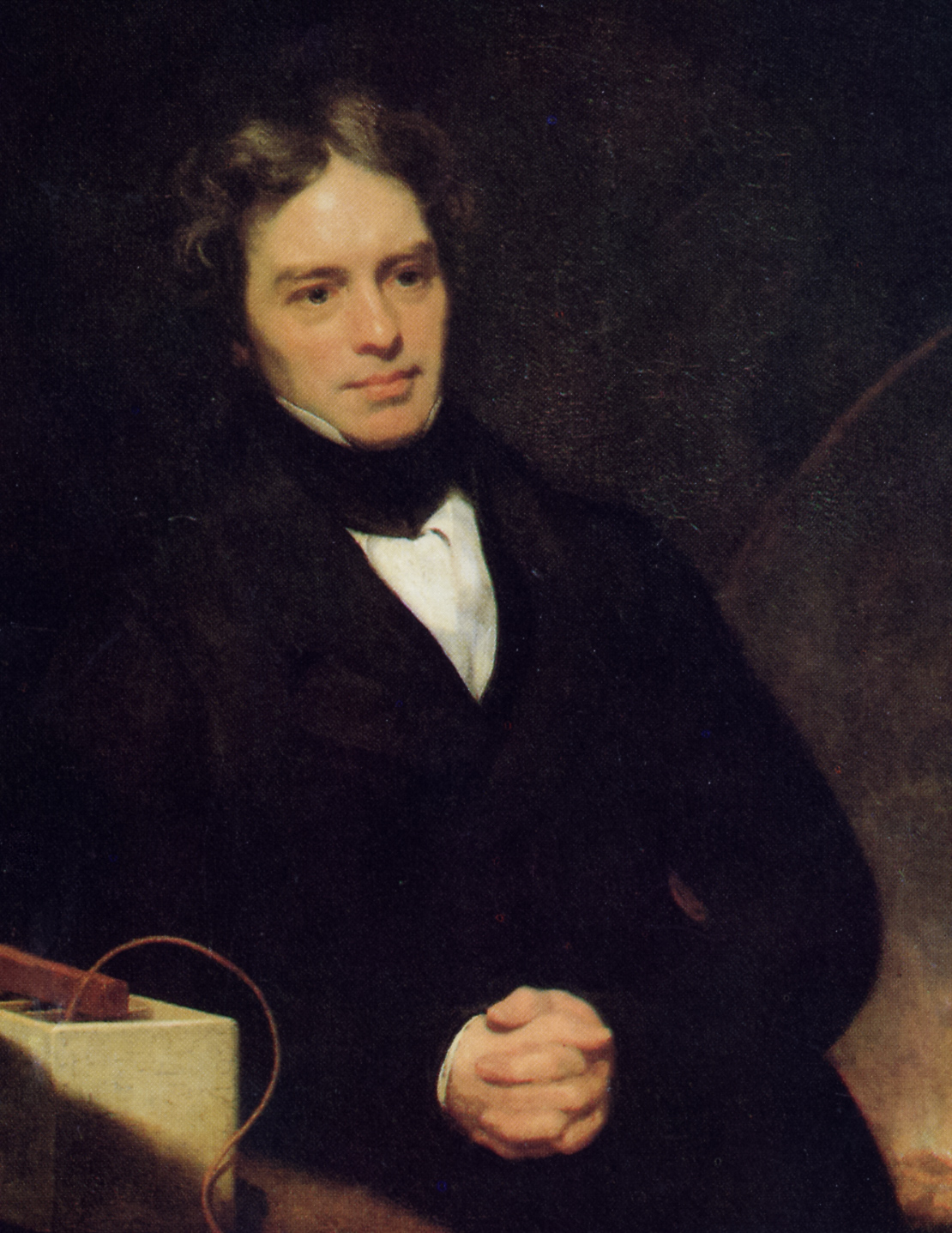
Retrato de Michael Faraday (1791-1867). Óleo de Thomas Phillips (1770-1845).

El término "faradio" fue acuñado originalmente por Latimer Clark y Charles Bright en 1861, en honor de Michael Faraday, para una unidad de carga eléctrica, pero para 1873, el faradio se convirtió en una unidad de capacitancia. En 1881, en el Electrical Congress de París, se utilizó oficialmente el nombre de farad para la unidad de capacidad eléctrica.

## Explicación

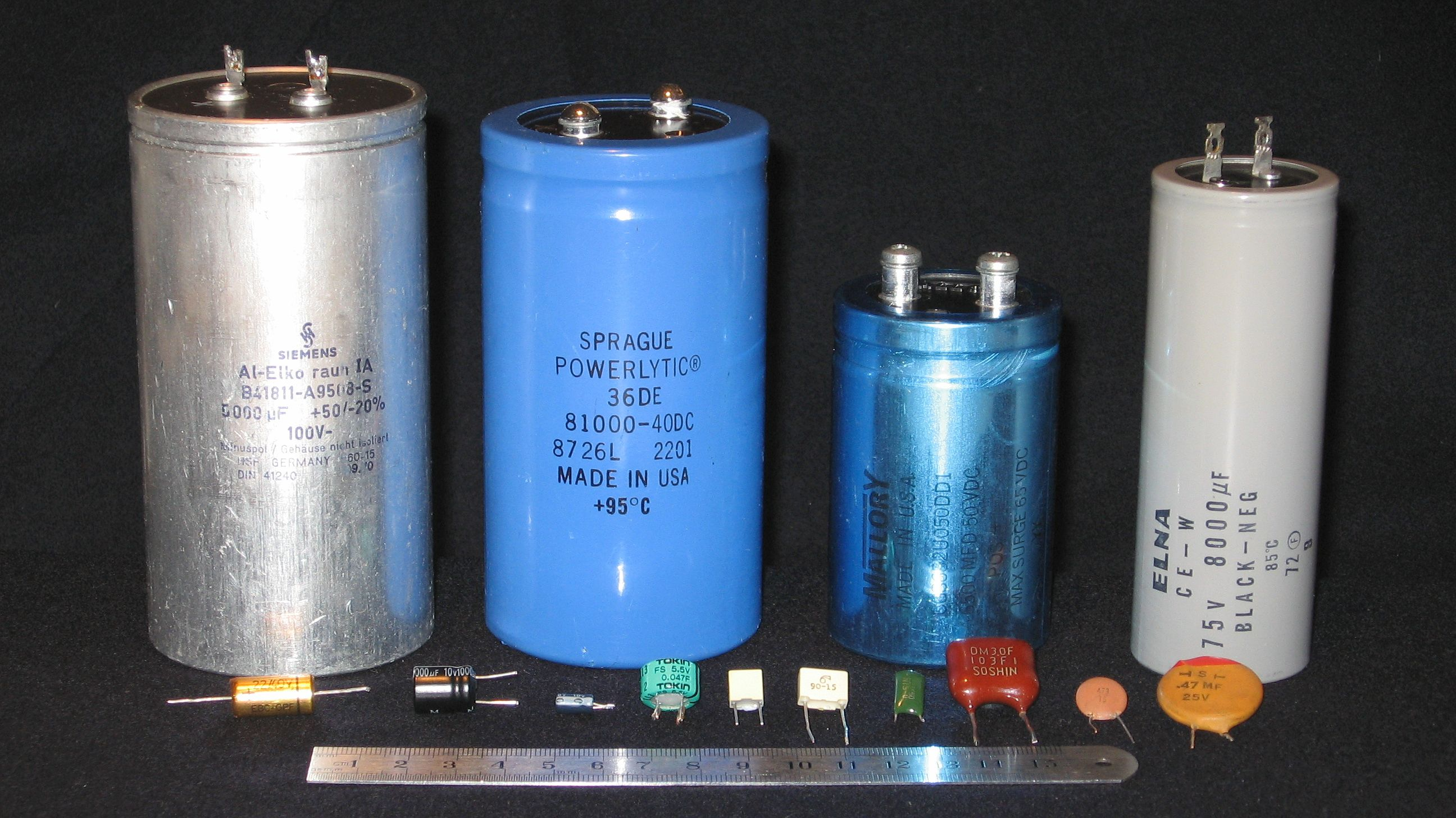
Ejemplos de diferentes tipos de condensadores.

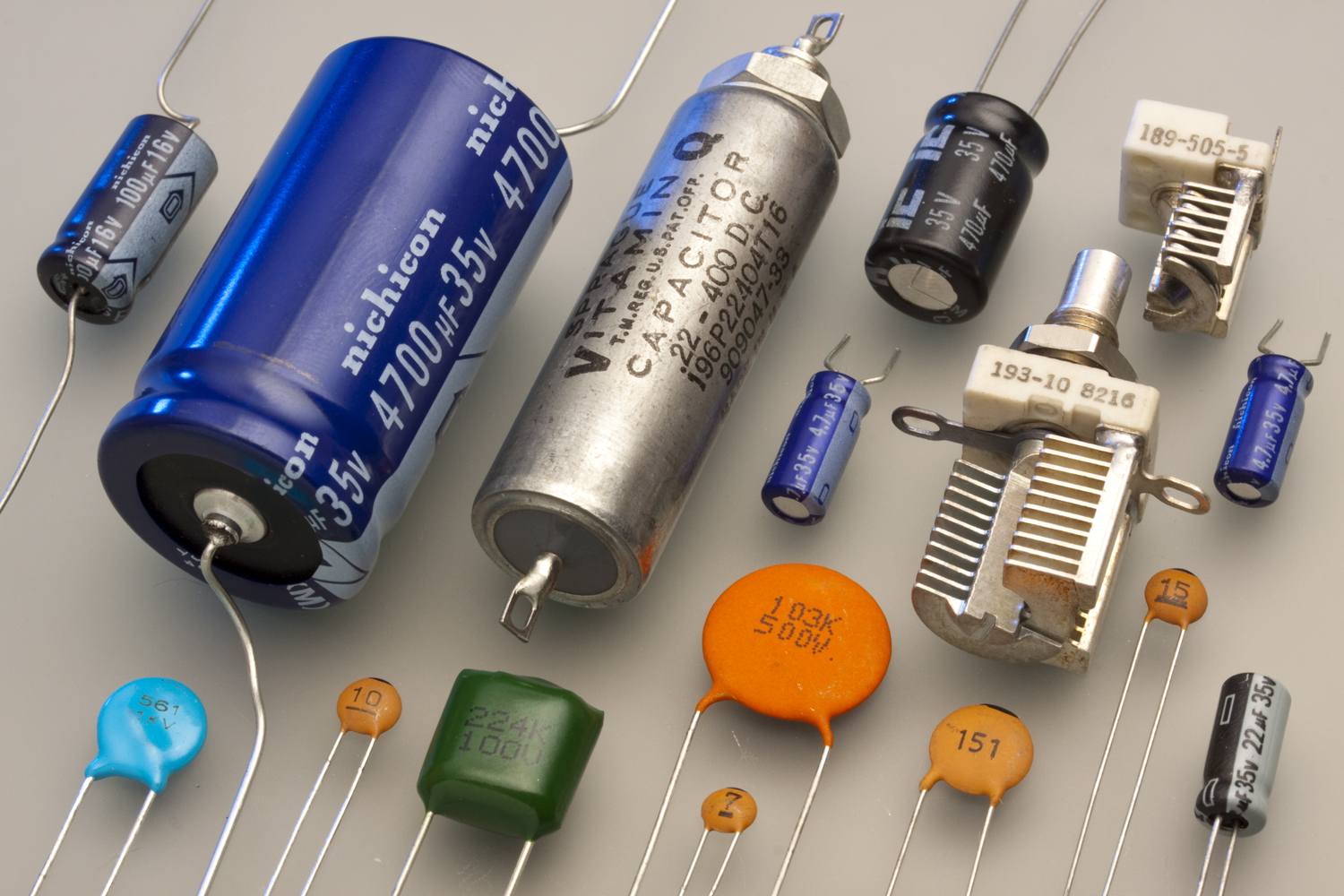
Distintos tipos de condensadores: electrolíticos, cerámicos, de aire,...

Un  condensador suele estar formado por dos superficies conductoras, a menudo denominadas placas, separadas por una capa aislante que suele denominarse dieléctrico. El condensador original fue la jarra de Leyden desarrollada en el siglo XVIII. La acumulación de carga eléctrica en las placas es lo que da lugar a la capacitancia. Los condensadores modernos se construyen utilizando una serie de técnicas de fabricación y materiales para proporcionar la extraordinariamente amplia gama de valores de capacitancia utilizados en aplicaciones electrónicas, desde los femtofaradios hasta los faradios, con valores de tensión máxima que van desde unos pocos voltios hasta varios kilovoltios.
Los valores de los condensadores suelen estar especificados en faradios (F),  microfaradios (μF), nanofaradios (nF) y picofaradios (pF). El milifaradio se utiliza raramente en la práctica (una capacidad de 4,7 mF (0,0047 F), por ejemplo, se escribe en su lugar como 4700 μF), mientras que el nanofaradio es poco común en Norteamérica. El tamaño de los condensadores disponibles en el mercado oscila entre unos 0,1 pF y 5000F (5 kF)  supercondensadores. La capacitancia parásita en los circuitos integrados de alto rendimiento puede medirse en femtofaradios (1 fF = 0.001 pF = 10-15 F), mientras que los equipos de prueba de alto rendimiento pueden detectar cambios en la capacitancia del orden de decenas de attofaradios (1018 aF = 1 F).
Un valor de 0,1 pF es aproximadamente el más pequeño disponible en condensadores para uso general en el diseño electrónico, ya que los más pequeños estarían dominados por la capacitancia parásitas de otros componentes, cableado o placa de circuito impresos. Los valores de capacitancia de 1 pF o inferiores se pueden conseguir retorciendo dos tramos cortos de cable aislado.
Se calcula que la capacitancia de la ionosfera de la Tierra con respecto al suelo es de aproximadamente 1 F.

### Terminología informal y obsoleta
El picofaradio (pF) a veces se pronuncia coloquialmente como "puff" o "pic", como en "un condensador de diez pufs". De manera similar, "mic" (pronunciado "mike") se utiliza a veces informalmente para significar microfaradios.
Se han utilizado y se utilizan a menudo abreviaturas no estándar. Los faradios se han abreviado como "f", "fd" y "Fd". Para el prefijo "micro-", cuando la letra griega minúscula "μ" o el signo de micro legado "μ" no está disponible (como en las máquinas de escribir) o es inconveniente introducirlo, a menudo se sustituye por la "u" o "U" de aspecto similar, con poco riesgo de confusión. También se sustituyó por la "M" o "m", de apariencia similar, lo que puede resultar confuso porque la M significa oficialmente 1.000.000, y la m, preferentemente, 1/1000. En los textos anteriores a 1960, y en los paquetes de condensadores hasta hace poco, "microfaradio(s)" se abreviaba "mf" o "MFD" en lugar del moderno "μF". Un catálogo de Radio Shack de 1940 enumeraba el valor nominal de cada condensador en "Mfd.", desde 0,000005 Mfd. (5 pF) hasta 50 Mfd. (50 μF).
"Micromicrofaradio" o "micromicrofaradio" es una unidad obsoleta que se encuentra en algunos textos y etiquetas antiguas, contiene un  prefijo doble métrico no estándar. Es exactamente equivalente a un picofaradio (pF). Se abrevia μμF, uuF, o (confusamente) "mmf", "MMF", o "MMFD".
Resumen de las unidades de capacitancia obsoletas: (no se muestran las variaciones de mayúsculas y minúsculas)
- μF (microfaradio) = mf, mfd
- pF (picofaradio) = mmf, mmfd, pfd, μμF

### Conceptos relacionados
El recíproco de la capacitancia se denomina elastancia eléctrica, cuya unidad (no estándar, no perteneciente al Sistema Internacional de Unidades) es el daraf.

## Múltiplos del Sistema Internacional de Unidades
A continuación una tabla de los múltiplos y submúltiplos del Sistema Internacional de Unidades.
| Submúltiplos                                   | Submúltiplos | Submúltiplos  |        | Múltiplos | Múltiplos     | Múltiplos |
| Valor                                          | Símbolo      | Nombre        | Valor  | Símbolo   | Nombre        |           |
| 10−1 F                                         | dF           | decifaradio   | 101 F  | daF       | decafaradio   |           |
| 10−2 F                                         | cF           | centifaradio  | 102 F  | hF        | hectofaradio  |           |
| 10−3 F                                         | mF           | milifaradio   | 103 F  | kF        | kilofaradio   |           |
| 10−6 F                                         | µF           | microfaradio  | 106 F  | MF        | megafaradio   |           |
| 10−9 F                                         | nF           | nanofaradio   | 109 F  | GF        | gigafaradio   |           |
| 10−12 F                                        | pF           | picofaradio   | 1012 F | TF        | terafaradio   |           |
| 10−15 F                                        | fF           | femtofaradio  | 1015 F | PF        | petafaradio   |           |
| 10−18 F                                        | aF           | attofaradio   | 1018 F | EF        | exafaradio    |           |
| 10−21 F                                        | zF           | zeptofaradio  | 1021 F | ZF        | zettafaradio  |           |
| 10−24 F                                        | yF           | yoctofaradio  | 1024 F | YF        | yottafaradio  |           |
| 10−27 F                                        | rF           | rontofaradio  | 1027 F | RF        | ronnafaradio  |           |
| 10−30 F                                        | qF           | quectofaradio | 1030 F | QF        | quettafaradio |           |
| Prefijos comunes de unidades están en negrita. |              |               |        |           |               |           |

Esta unidad del Sistema Internacional es nombrada así en honor a Michael Faraday. En las unidades del SI cuyo nombre proviene del nombre propio de una persona, la primera letra del símbolo se escribe con mayúscula (F), en tanto que su nombre siempre empieza con una letra minúscula (faradio), salvo en el caso de que inicie una frase o un título.
Basado en The International System of Units, sección 5.2.

Además en ámbitos técnicos se utiliza la unidad micro-microfaradio escita como MMFD, mmfd, MMF o uuF la cual es equivalente al picofaradio (pF).
Desde hace varios años se encuentran disponibles en el mercado unos componentes electrónicos llamados "supercondensadores" con una gran capacidad que varía entre uno y mil faradios. Estos condensadores tienen un voltaje de funcionamiento bastante bajo, del orden de 2,7 voltios. La conexión de varios de estos "supercondensadores" en serie y en paralelo permite obtener un tipo de batería capaz de almacenar suficiente energía para su uso en el transporte (recuperación de energía de frenado, por ejemplo en vehículos híbridos). Esta puede ser una alternativa a los acumuladores en algunas aplicaciones.